# Пневмоударне буріння
Пневмоударне буріння (рос. бурение пневмоударное, англ. air percussion drilling; нім. Druckluftschlagbohren, pneumatisches Schlagbohren) — різновид ударно-обертального буріння з використанням бурильного молотка (пневмоударника).
Пневмоударниками бурять вибухові свердловини глибиною до 40—50 м і діаметром 80—150 мм, а з розширювачами — до 250—300 мм. При геологорозвідувальних роботах застосовують пневмоударники з більшою масою бойка, що підвищує коефіцієнт передачі удару через колонковий снаряд. Діаметр цих свердловин 76-151 мм, глибина до 200—500 м. При бурінні глибоких нафтових і газових свердловин, а також гідрогеологічних свердловин діаметром 180—250 мм використовують спеціальні пневмоударники, які працюють при високому тиску повітря. Пневмоударне буріння ефективне в породах з коефіцієнтом міцності за М. М. Протодьяконовим понад 8.